# Joep Sertons
Johannes Petrus Maria (Joep) Sertons (Blaricum, 20 november 1959) is een Nederlands acteur, voornamelijk bekend door zijn rol als Anton Bouwhuis in de soap Goede tijden, slechte tijden (2010-2021) en als Max Noordermeer in de dramaserie Westenwind (1999-2003). Hij is eveneens bekend door zijn rol als Tony Beymer in Spijkerhoek (1989-1992) en als Herman Ploegstra in Medisch Centrum West (1988-1989).

## Carrière
Op vierentwintigjarige leeftijd besloot Sertons dat hij van acteren zijn beroep wilde maken. Naast uiteenlopende acteercursussen van onder andere Warren Robertson, Candice Derra en Milton Katselas volgde hij ook een opleiding aan de Acteursstudio in Amsterdam. Tussen 1984 en 1988 was Sertons te zien in diverse musicals, waaronder Summit Conference en Moet je mij hebben? In deze periode maakte hij zijn televisiedebuut in de populaire VARA-komedie Zeg 'ns Aaa.
Na een gastrol in Zeg 'ns Aaa wist Sertons in 1987 een hoofdrol te bemachtigen in de ziekenhuisserie Medisch Centrum West. Een seizoen lang was hij te zien als broeder Herman Ploegstra. In het tweede seizoen zette Sertons een punt achter deze rol, omdat hij die niet kon combineren met zijn rol in Spijkerhoek, waarin hij als bad guy Tony Beymer te zien was. Deze rol betekende de definitieve doorbraak van Sertons. Na vijf seizoenen vond hij het in 1992 genoeg geweest. Hij verliet de serie omdat hij een internationale carrière ambieerde. Sertons vertrok naar Amerika en wist de rol van Henk van Rhoonskerken te bemachtigen in de dramaserie Foreign Affairs. In 1993 speelde hij een rol in de Amerikaanse speelfilm Remember van regisseur John Herzfield.
Terug in Nederland wist Sertons een bijrol te bemachtigen in de met een Gouden Televizier-Ring bekroonde dramaserie Vrouwenvleugel. Voor de opnamen verbleef hij enkele maanden in Luxemburg. Vrouwenvleugel werd in 1995 na drie seizoenen beëindigd. Sertons accepteerde een rol in de soapserie Onderweg naar Morgen, waarin hij tussen 1995 en 1998 de rol van Paul de Ridder voor zijn rekening nam. Tijdens zijn periode bij Onderweg naar Morgen speelde Sertons ook regelmatig gastrollen in andere series, waaronder M'n dochter en ik, SamSam en 12 steden, 13 ongelukken. Na zijn vertrek bij Onderweg naar Morgen startten de opnamen van Westenwind, waarin hij de hele serie te zien was als Max Noordermeer. De serie werd een groot succes en werd bekroond met een Gouden Televizier-Ring. Naast zijn rol in Westenwind speelde Sertons ook de terugkerende rol van Ron in de RTL-komedie Kees & Co.
Hoewel de opnamen van Westenwind al in 2001 waren voltooid, was de serie nog tot 2003 op televisie te zien. Hierdoor werd het voor Sertons moeilijker om nog kans te maken op nieuwe rollen in dramaseries. In 2001 werd hij gecast voor een hoofdrol in de controversiële Nederlandse speelfilm Swingers van Stephan Brenninkmeijer, waarin hij de rol van Timo speelde. 
In 2003 kreeg Sertons een hoofdrol in De schippers van de Kameleon, onder regie van Steven de Jong. Na deze film stond het jaar 2004 in het teken van Sinterklaas-drama. Sertons vervulde zowel een gastrol in De Club van Sinterklaas als in de speelfilm Sinterklaas en het Geheim van de Robijn. In 2005 speelde hij opnieuw een rol in het tweede deel van De Kameleon, Kameleon 2. Verder was hij te zien in de Nickelodeon-serie ZOOP.
Medio 2006 speelde Sertons Mike van Gunteren in de geflopte Talpa-serie Koppels. Daarna volgde de rol van voetbalcoach Rutger Carolus in Voetbalvrouwen (2008-2010). Sertons verving acteur Victor Löw, die het na één seizoen voor gezien hield. Naast zijn werkzaamheden voor Voetbalvrouwen was hij eveneens te zien in 2012: Het jaar Nul (2009-2010). Op 22 augustus 2010 werd bekend dat Sertons de rol van dokter Anton Bouwhuis zou gaan spelen in de Nederlandse oersoap Goede tijden, slechte tijden.
In 2011 werd Sertons opnieuw gecast door regisseur Stephan Brenninkmeijer voor de rol van Raymond in de Nederlandse neo noir-thriller Caged.
In 2012 was Sertons kandidaat in het AVRO-programma Maestro.
Eind 2021 zijn Sertons en Babette van Veen, die in Goede tijden, slechte tijden, een stel vormden, uit de serie geschreven, omdat men met minder vaste acteurs wil spelen en met meer gastrollen. Hun vertrek kwam erg onverwachts.
In 2022 deed Sertons mee aan het televisieprogramma De Verraders.
In 2023 heeft Sertons meegespeeld als gastacteur in een film van het YouTube kanaal 'WDO Movies' genaamd: Clown. Met zijn bijdrage aan deze WDO Film droeg hij zijn steentje bij aan het verwezenlijken van het concept bedacht door diverse basisschoolkinderen. 

## Privé
Sertons is vader van een in 2002 geboren zoon.